# Apatow Productions
Apatow Productions ist eine US-amerikanische Film- und Fernsehproduktionsgesellschaft, die ausschließlich Komödien produziert.

## Geschichte
Judd Apatow gründete Apatow Productions im Jahr 1999 und produzierte zu Beginn Fernsehserien. Nachdem allerdings seine ersten beiden, selbst produzierten Fernsehserien Voll daneben, voll im Leben, mit James Franco und Seth Rogen und American Campus – Reif für die Uni? nach wenigen Episoden abgesetzt wurden und seine drei Pilotfolgen Sick in the Head, North Hollywood und Life on Parole nicht ausgestrahlt wurden, produzierte Apatow Productions nur noch Filmkomödien.
Mit Anchorman – Die Legende von Ron Burgundy produzierte Apatow eine der erfolgreichsten Komödien im Filmjahr 2004 und brachte die Fortsetzung Wake Up, Ron Burgundy: The Lost Movie Direct-to-Video heraus. Dabei sah man Will Ferrell (schrieb auch am Drehbuch mit) und Christina Applegate in den Hauptrollen. Im Jahr 2005 konnte Apatow Productions die finanziell erfolgreiche Komödie Jungfrau (40), männlich, sucht mit Steve Carell und Seth Rogen, wobei Judd Apatow das Drehbuch mit Steve Carell verfasste und selbst Regie führte. Im Jahr 2006 produzierte Apatow Ricky Bobby – König der Rennfahrer, mit Will Ferrell als Ricky Bobby, John C. Reilly als dessen bester Freund und Sacha Baron Cohen als schwuler, französischer Ex-Formel-1-Fahrer.
Gleich drei Komödien produzierte das Unternehmen im Jahr 2007. Beim ersten Mal verfasste Judd Apatow wieder das Drehbuch und führte zusätzlich noch Regie, dabei standen Seth Rogen und Katherine Heigl vor der Kamera, die nach einem One-Night-Stand Eltern werden. Danach folgte Superbad, der Autoren Seth Rogen und Evan Goldberg, die mit dem Schreiben des Drehbuchs, als sie 13 Jahre alt waren, begannen und mit 15 einen fertigen Entwurf hatten. Der Film soll eine Hommage an ihre Schulzeit sein, weshalb die beiden Hauptcharaktere im Film auch die Vornamen der Drehbuchautoren tragen. In Walk Hard, ist der Hauptcharakter Dewey Cox (verkörpert durch John C. Reilly) sehr stark an Johnny Cash angelehnt und trifft auf seinen Reisen Persönlichkeiten wie Buddy Holly und Elvis Presley.
Im Filmjahr 2008 produzierte die Firma gleich vier Filme. In Drillbit Taylor, mit Owen Wilson und Leslie Mann, des Regisseurs Steven Brill, Nie wieder Sex mit der Ex, von Nicholas Stoller, mit Jason Segel und Kristen Bell in den Hauptrollen. Die Stiefbrüder (von Adam McKay) mit Will Ferrell und John C. Reilly und die Krimikomödie Ananas Express mit Seth Rogen und James Franco, wobei abermals Rogen mit seinem Freund Goldberg das Drehbuch verfasste.
2009 erschienen die Filme Year One mit Jack Black von Harold Ramis und die TragikomödieWie das Leben so spielt mit Adam Sandler, Seth Rogen, Leslie Mann und Eric Bana, wobei Judd Apatow als Drehbuchautor und Regisseur tätig war. Im Jahr darauf, erschien Männertrip von Nicholas Stoller, mit Russell Brand und Jonah Hill in den Haupt- und P. Diddy und Rose Byrne in einer Nebenrolle.
Für das Jahr 2011 hat das Unternehmen drei Projekte geplant, Bridesmaids (Regie: Paul Feig), Wanderlust (Regie: David Wain) mit Jennifer Aniston und Paul Rudd und Business Tripp.

## Zusammenarbeiten

### Schauspieler
In den von Apatow Productions produzierten Filmen, sind häufig die gleichen Schauspieler zu sehen. Dabei sah man besonders oft Seth Rogen (9-mal), Jonah Hill (7-mal), Bill Hader, Jason Segel, Paul Rudd (je 5-mal), Jack Black, Leslie Mann (je 4-mal), Steve Carell, James Franco, Will Ferrell, John C. Reilly, Harold Ramis, Craig Robinson, Martin Starr, Danny R. McBride (je 3-mal), Owen Wilson, Chris Parnell, Samm Levine, Aziz Ansari, Gary Cole, Michael Cera, Jane Lynch, Christopher Mintz-Plasse, Russell Brand und Jay Baruchel (je 2-mal).

### Regisseure
Neben den von Apatow geführten Filmproduktionen, unterstützt das Unternehmen auch andere Regisseure, darunter Adam McKay (Anchorman, Ricky Bobby und Die Stiefbrüder), Nicholas Stoller (Nie wieder Sex mit der Ex und Männertrip), Greg Mottola (Superbad), Jake Kasdan (Walk Hard), Steven Brill (Drillbit Taylor), David Gordon Green (Ananas Express) und Harold Ramis (Year One).

### Studios
Apatow Productions produzierte Komödien für Universal Studios (Jungfrau (40), männlich, sucht, Beim ersten Mal, Nie wieder Sex mit der Ex und Männertrip), Columbia Pictures (Ricky Bobby, Superbad, Walk Hard, Die Stiefbrüder, Ananas Express, Year One), DreamWorks SKG (Anchorman“, „Wake Up Ron Burgundy), Paramount Pictures (Drillbit Taylor).
Des Weiteren, arbeitete das Unternehmen mit Relativity Media zusammen und produzierten dabei Ricky Bobby, Walk Hard, Die Stiefbrüder und Ananas Express in Koproduktion. Bei Wie das Leben so spielt war Happy Madison Productions und bei Männertrip war Spyglass Entertainment mit den beiden Produktionsfirmen tätig.

## Produktionen

### Filmproduktionen
- 2004: Anchorman – Die Legende von Ron Burgundy (Anchorman: The Legend of Ron Burgundy)
- 2004: Wake Up, Ron Burgundy: The Lost Movie (Direct-to-Video)
- 2005: Jungfrau (40), männlich, sucht (The 40-Year-Old Virgin)
- 2006: Ricky Bobby – König der Rennfahrer (Talladega Nights: The Ballad of Ricky Bobby)
- 2007: Beim ersten Mal (Knocked Up)
- 2007: Superbad
- 2007: Walk Hard: Die Dewey Cox Story (Walk Hard: The Dewey Cox Story)
- 2008: Drillbit Taylor – Ein Mann für alle Unfälle (Drillbit Taylor)
- 2008: Nie wieder Sex mit der Ex (Forgetting Sarah Marshall)
- 2008: Die Stiefbrüder (Step Brothers)
- 2008: Ananas Express (Pineapple Express)
- 2009: Year One – Aller Anfang ist schwer (Year One)
- 2009: Wie das Leben so spielt (Funny People)
- 2010: Männertrip (Get Him to the Greek)
- 2011: Brautalarm (Bridesmaids)
- 2012: Wanderlust – Der Trip ihres Lebens (Wanderlust)
- 2012: Fast verheiratet (The Five-Year Engagement)

### Fernsehproduktionen
- 1999–2000: Voll daneben, voll im Leben (Freaks and Geeks) – NBC
- 2000–2001: American Campus – Reif für die Uni? (Undeclared) – Fox Network
- seit 2012: Girls

### Nicht erschienene Pilotfolgen
- 1999: Sick in the Head – Fox Network
- 2001: North Hollywood – ABC
- 2002: Life on Parole – Fox Network

## Projekte
Die folgenden Filmprojekte waren bereits geplant, konnten aber aus unterschiedlichen Gründen nicht umgesetzt werden. Dabei waren vereinzelte Projekte schon in der Vorproduktion.
- Titellose Motorradpolizeikomödie – New Line Cinema: Für den im Jahr 2003 geplanten Film sollten Will Ferrell und Jack Black die Hauptcharaktere des Films werden, nachdem Judd Apatow mit den Aufgaben für das Drehbuch und die Regie betraut wurde. Zur Handlung ist bekannt, dass Ferrells Charakter von Irvine nach Los Angeles versetzt und der neue Partner von Blacks Charakter werden sollte, der aus einer Polizeifamilie stammt. Dies hätte für Apatow das Regiedebüt bedeutet, konnte aber nicht umgesetzt werden, da Black noch für School of Rock und Ferrell für Buddy – Der Weihnachtself vor der Kamera standen.[1]

- The Recruiter – Universal Studios: Der Film sollte einen Tag einen Musterungsoffizier, dargestellt von Romany Malco, der United States Marines zeigen und wurde für das Jahr 2006 angekündigt. Das Drehbuch zu diesem Film verfasste Robert D. Siegel, wurde aber bisher nicht umgesetzt.[2]

- The Middle Child – Universal Studios: Das Drehbuch zu diesem Film verfasste Jonah Hill, wobei Hills Charakter das jüngste Kind von drei Kindern gewesen wäre, der herausfindet, dass seine Eltern ein Kind vor seiner Geburt zur Adoption freigegeben haben. Dieser Bruder wäre aus Hills Sicht der Charakter von Seth Rogen geworden.[3] Apatow und Hill entschieden sich gegen das Projekt, da die Handlung zu stark an Die Stiefbrüder angelegt gewesen wäre.[4]

- Titellose Dan Mazer Komödie – Universal Studios: Über die Handlung und die Darsteller wurde nach der Ankündigung (2006) nichts bekannt gegeben. Dan Mazer sollte das Drehbuch verfassen und bei dem Film Regie führen.[5]

- The Long D – Universal Studios: Für diese Komödie schrieben Judd Apatow, Seth Rogen und Evan Goldberg das Drehbuch im Jahr 2006. Der Film handelt von Dave und Rena, die sich während ihrer High-School-Zeit verlieben und eine Fernbeziehung führen wollen, da beide unterschiedlichen Colleges besuchen. Das Projekt sollte im Jahr 2007 verwirklicht werden. Dies widerrief man, da der Film Beim ersten Mal Vorrang erhielt und danach alle drei in anderen Projekten arbeiteten. Bisher ist über eine mögliche Herstellung nichts bekannt.[6]

- Pure Imagination – Columbia Pictures: Jonah Hill verfasste abermals für Apatow Productions das Drehbuch zum Film, in dem er als Hauptrolle aktiv gewesen wäre. Dabei hätte Hill nach einem traumatischen Erlebnis eine imaginäre Frau gehabt. Harold Ramis wäre als Regisseur tätig geworden, doch das Projekt wurde vorerst auf Eis gelegt.[7]

- Attorneys at Raw – Universal Studios: Die Umsetzung dieses Films war ebenfalls für das Jahr 2007 angekündigt, wobei David Krumholtz das Drehbuch schrieb, eine der beiden Hauptrollen erhielt und sich für die zweite Hauptrolle für Seth Rogen aussprach. Der Film sollte die Geschichte von zwei Rappern erzählen, die Anwälte werden.[8]

- A Whole New Hugh – Universal Studios: Im Jahr 2007 kauften die Universal Studios die Rechte und kündigten eine Fertigstellung für das Jahr 2007. Dabei sollte Ed Helms in einer Hauptrolle zu sehen sein, der mit am Drehbuch, zusammen mit Jake Fleischer und Ian Berger schrieb.[9]

- Weitere Projekte waren eine Sherlock Holmes Komödie mit Sacha Baron Cohen und Will Ferrell, ein Slasherfilm geschrieben und mit Bill Hader, sowie Business Trip mit Apatows Frau Leslie Mann.[10]